# カリン・ゴルフォード
カリン・ゴルフォード (Karin gorfood, Karingorfood) はソマリランドのスール地域にある町。主要街道沿いではないが、トゥカラク、ボアメ、ファーディディン、カリン・ダバイル・ウェイン、コリレイなどと道がつながる比較的要所である。

## 概要
2008年6月、赤十字国際委員会はスール地域の貧困地区に米、石油、ササゲマメなどの寄付を行い、カリン・ゴルフォードにもまた寄付を行った。
2012年9月、プントランド教育長官がカリン・ゴルフォードなどの教育状況を視察。
2017年11月、ボアメ地区ではしかが流行し、ワクチンの不足などからカリン・ゴルフォードでは特に流行が長引いた。
2021年1月、カリン・ゴルフォードで平和のためのグループ会議が行われた。